# Jamajka na Letních olympijských hrách 1976
Jamajka se účastnila Letní olympiády 1976 v kanadském Montréalu.

## Medailisté
| Medaile | Jméno          | Sport    | Soutěž            |
| ------- | -------------- | -------- | ----------------- |
| Zlato   | Donald Quarrie | Atletika | muži běh na 200 m |
| Stříbro | Donald Quarrie | Atletika | muži běh na 100 m |